# Блум, Клэр
Патриша Клэр Блум (англ. Patricia Claire Bloom; род. 15 февраля 1931[…], Финчли, Большой Лондон) — британская актриса.

## Биография
Родилась в одном из северных районов Лондона. Её предки, как со стороны матери (Гравицкие), так и со стороны отца (Блюменталь), были еврейскими иммигрантами из Российской империи (дед происходил из местечка Бытень Слонимского уезда Гродненской губернии; бабушка по материнской линии Полина, дочь главного раввина Франкфурта, приехала в Англию около 1900 года из Риги).
Оба родителя Клэр родились в Англии, её отец в Ливерпуле и её мать в Криклвуде в Лондоне.
После обучения в Гилдхоллской школе музыки и театра, а также в Центральной школе драмы, Блум дебютировала в программах радио BBC. В 1946 году она впервые появилась на театральной сцене, а спустя год уже сыграла вместе с Ричардом Бёртоном и Джоном Гилгудом в успешной пьесе «Леди не для сожжения». Спустя год она получила хорошие отзывы за исполнение роли Офелии в «Гамлете». В дальнейшие годы своей театральной карьеры Клэр Блум появилась во множестве знаменитых пьес, как в Лондоне, так и в Нью-Йорке.
Её кинодебют состоялся в 1948 году, но успеха и популярности на киноэкранах она добилась лишь в 1952, когда снялась в главной роли вместе с Чарли Чаплиным в его фильме «Огни рампы». Эта роль принесла актрисе премию «BAFTA» в номинации «Самый многообещающий новичок». После этого она появилась ещё в нескольких знаменитых костюмированных фильмах, среди которых «Ричард Третий» (1955), «Александр Великий» (1956), «Братья Карамазовы» (1958), «Флибустьер» (1958) и «Чудесный мир братьев Гримм» (1962).
В 1960-х годах Клэр Блум перешла на современные роли, сыграв в фильмах «Доклад Чэпмена» (1962), «Шпион, пришедший с холода» (1965), «Чарли» (1968) и «Кукольный дом» (1973). В 1989 году она снялась у Вуди Аллена в «Преступлениях и проступках», а за несколько лет до этого вновь появилась в эпическом фильме — «Битва титанов». Клэр Блум также снималась и в Голливуде, где свою самую известную роль исполнила в фильме «Дневной свет» (1996) с Сильвестером Сталлоне в главной роли.
На телевидении Блум запомнилась своими ролями в фильмах «Царство теней» (1985), за роль в котором она удостоилась второй премии «BAFTA», и «Анастасия: Загадка Анны» (1986), а также в сериалах «Как вращается мир» и «Доктор Кто», в котором она снимается в настоящее время.
Актриса трижды была замужем, и каждый её брак заканчивался разводом. От первого мужа, актёра Рода Стайгера, она родила дочь Анну Стайгер, ставшую оперной певицей. Со своим последним мужем, писателем Филипом Ротом, она развелась в 1995 году. Невзирая на многочисленные романтические отношения, величайшей любовью своей жизни называет Ричарда Бёртона, с которым познакомилась в 18 лет на театральных подмостках. В 22 года у них развился бурный роман, не вылившийся ни во что большее из-за того, что актёр был женат.

## Избранная фильмография
1. 1948 — The Blind Goddess — Мэри Диринг
2. 1952 — Огни рампы / Limelight — Терри Эмброуз
3. 1953 — Человек на распутье англ. The Man Between — Сюзанна
4. 1955 — Ричард III / Richard III — леди Анна
5. 1956 — Александр Великий / Alexander the Great — Барсина
6. 1958 — Братья Карамазовы / The Brothers Karamazov — Катя
7. 1958 — Флибустьер / The Buccaneer — Бонни Браун
8. 1959 — Оглянись во гневе / Look Back in Anger — Елена Чалдьз
9. 1960 — С промытыми мозгами / Brainwashed — Ирена Андрени
10. 1961 — Анна Каренина — Анна Каренина
11. 1961 — Доклад Чэпмена / англ. The Chapman Report — Наоми Шилдс
12. 1962 — Чудесный мир братьев Гримм / англ. The Wonderful World of the Brothers Grimm — Доротея Гримм
13. 1963 — Призрак дома на холме / The Haunting — Теодора
14. 1964 — Гнев / англ. The Outrage — Жена
15. 1965 — Шпион, пришедший с холода / The Spy Who Came in from the Cold — Ненси Перри
16. 1968 — Чарли / англ. Charly — Алиса Кинниан
17. 1969 — Человек в картинках / The Illustrated Man — Фелиция
18. 1969 — Три не превращается в два / англ. Three Into Two Won't Go — Франсис Ховард
19. 1973 — Кукольный дом / A Doll’s House — Нора Хельмер
20. 1976 — Острова в океане / Islands in the Stream — Одри
21. 1980 — Гамлет, принц Датский / Hamlet, Prince of Denmark — Гертруда
22. 1981 — Возвращение в Брайдсхед / Brideshead Revisited — леди Мершмейн
23. 1981 — Битва титанов / Clash of the Titans — Гера
24. 1985 — Страна теней / англ. Shadowlands — Джой Дэвидмэн
25. 1986 — «Анастасия: Загадка Анны» — царица Александра Фёдоровна
26. 1987 — Сэмми и Рози делают это / англ. Sammy and Rosie Get Laid — Алиса
27. 1988 — Леди и разбойник / The Lady and the Highwayman — леди Эмма Дарлингтон
28. 1989 — Преступления и проступки — Мириам Розенталь
29. 1992 — Мисс Марпл (эпизод «Зеркало треснуло») / Miss Marple, The Mirror Crack’d from Side to Side — Марина Грегг
30. 1995 — Великая Афродита / Mighty Aphrodite — мать Аманды
31. 1996 — Дневной свет / Daylight — Элеонор Триллинг
32. 1997 — Что слышал глухой человек / англ. What the Deaf Man Heard — миссис Тинан
33. 2004 — Закон и порядок: Преступное намерение — Мэрион Витни
34. 2006 — Дело Чаттерлей / The Chatterley Affair — Олдер Хелена
35. 2006 — Мисс Марпл Агаты Кристи (эпизод «Щёлкни пальцем раз») / Miss Marple — тетя Ада
36. 2009 — Доктор Кто (эпизод «Конец времени») / The End of Time — Женщина
37. 2010 — Король говорит! / The King’s Speech — королева Мэри
38. 2012 — Одиннадцатое сентября 1683 года / The Day of the Siege: September Eleven 1683 — Роза Кристофори
39. 2019 — Лето ракет / Summer of Rockets — тетя Мэри

## Награды
- BAFTA
  - 1952 — «Самый многообещающий новичок» («Огни рампы»)
  - 1986 — «Лучшая актриса» («Царство теней»)

### На английском языке
- Bloom, Claire (1998). Leaving a Doll's House: A Memoir. Back Bay Books, 288 pages. ISBN 978-0-3160-9383-5